# Bielitz-Bialaer Sportverein
Der Bielitz-Bialaer Sportverein (BBSV) war ein österreichischer und später polnischer Fußballverein der deutschsprachigen Bevölkerung der ostoberschlesischen Stadt Bielitz.

## Geschichte
Am 2. September 1907 wurde in Bielitz ein Sportverein mit dem Namen Bielitzer Fussball Klub (BFK) gegründet und wählte Schwarz und Blau zu seinen Vereinsfarben. Ungefähr 30. März 1911 erfolgte die Umbenennung in Bielitz-Bialaer Sportverein (BBSV). Mit der Teilung Österreichisch-Schlesiens im Juli 1920 fiel Bielitz an Polen. 1921 war der Verein in einem nicht offiziellen Spiel der zweite Gegner der polnischen Nationalmannschaft. Im Unterschied zu den andern Vereinen hatten die Sportvereine der Sprachinsel von Anfang an auch Polen als Mitglieder aufgenommen, mit denen ein gutes Einvernehmen bestand. Die Satzungen legten nichts über den nationalen Charakter der Vereine fest. Dieser Umstand wurde unter Bürgermeister Przybyla zur planmäßigen Polonisierung der Vereine benützt. Im Bielitz-Bialaer Sportverein meldeten sich 1935 plötzlich zahlreiche neue polnische Mitglieder zum Eintritt an, gewannen die Mehrheit, wählten den deutschen Vorstand ab und benannten den Verein um in Bielsko-Bialskie Towarzystwo Sportowe (BBTS). Mit dem Einmarsch der Wehrmacht in Polen im September 1939 wurde er von den deutschen Besatzungsbehörden für aufgelöst erklärt.

## Erfolge
- 3 × mährisch-schlesischer Vizemeister: 1912, 1913, 1914[7]

## Bekannte Spieler
- Ladislaus Dlabać, österreichischer Fußballnationalspieler
- Emil Folga (als Jugendlicher)
- Adolf Fischera, österreichischer Fußballnationalspieler[8]
- Kajetan Kryszkiewicz, polnischer Fußballnationalspieler
- Emil Reichl, österreichischer Fußballnationalspieler
- Josef Stürmer, österreichischer Fußballnationalspieler